# Ахонри
Ахонри (англ. Achonry; ирл. Achadh Conaire) — деревня в Ирландии, находится в графстве Слайго (провинция Коннахт).
Население — 1108 человек (по переписи 2002 года).